# 코나 국제공항
엘리슨 오니즈카 코나 국제공항(Kona Intertnational Airport, IATA: KOA, ICAO: PHKO)은 미국 하와이주 하와이 시디페의 카일루아 코나에 있으며, 하와이 시디페의 하와이섬에 있다.공항은 카일루아코나 마을과 북코나와 남코할라 지역의 리조트를 포함한 서 하와이 섬인 레와드 섬인 서부를 제공한다.

## 역사
대부분의 활주로는 비교적 최근의 용암류인 후알라라이에서 나오는 1801년 후엔후아후아후아후아후아후아후아후아후아흐름에 의해 건설된다. 이 흐름은 해안선을 약 1mi(1.6km) 확장하여 섬에 약 4km2(1.5sq mi)의 땅을 추가하고 Keahole Point를 만들었다. 이 새로운 공항은 1970년 7월 1일 6,500피트(2.0km)의 활주로 하나로 문을 열었으며, 이전의 소형 비행장은 구 코나 공항 주립지로 변경되었다.
베첼사의 건설팀들은 13개월 안에 300만 파운드의 다이너마이트를 사용하여 용암동굴로 뒤덮인 용암동굴을 평평하게 만들었다.
첫 해에, 51,5378명의 승객들이 새로운 야외 열대식 터미널을 통과했다. 하와이공단의 인근 자연에너지 연구소의 수생 연못과 태양에너지 실험은 착륙과 이륙 과정에서 볼 수 있다.
활주로는 1994년 11,000피트까지 연장되어 호놀룰루 다음으로 하와이 섬에서 가장 크다. 1993년에 Keahole-Kona 국제 공항이 되었으며, 1997년에 Keahole의 Kona 국제 공항이 되었다.
2017년 1월 1일 코나에서 태어나 자란 우주인 엘리슨 오니즈카를 기리기 위해 키아홀의 엘리슨 오니즈카 코나 국제공항으로 개칭하였다.
일본항공은 1996년 코나-도쿄 노선을 취항했다. 2010년부터 2017년 9월까지 이 항로의 운항이 중단되면서 잠시 예정됐던 국제선(밴쿠버행)이 단 한 편만 남아 섬을 떠났다. 하와이 항공은 2010년 일본항공이 나리타공항행 항공편을 종료한 뒤 두 도시 간 연결 고리를 복원해 코나에서 도쿄 하네다 공항까지 직항편을 신청해줬다. 미국 교통부(USDOT)는 서 하와이 주민들의 지원에도 불구하고 항공사의 신청을 거부했다. 2013년 10월 23일 하와이 항공은 델타 시애틀에서 하네다까지 직항로를 이용하는 비행이 거부된 후 1년 만에 미국 교통부에 코나-하네다 직항편을 재신청하겠다고 발표했다. 2016년 7월 8일, 하와이 항공은 미 교통부가 5월 하와이 항공사에 항로를 부여한 후, 2016년 12월 20일, 코나-하네다 직항편을 개시한다고 발표했다.하와이 관광청에 따르면, JAL의 2017년 도쿄 일일 서비스 재개로 인해 첫해 동안 빅 아일랜드에서 900개의 일자리와 858만 달러의 세수가 창출되었다고 한다.

## 운항 노선
- 가나다 순

### 취항지
| 항공사          | 목적지                                                                           |
| --------------- | -------------------------------------------------------------------------------- |
| 델타 항공       | 로스앤젤레스, 시애틀(터코마)                                                     |
| 아메리칸 항공   | 로스앤젤레스, 피닉스(스카이 하버)                                                |
| 알래스카 항공   | 산호세, 샌디에이고, 샌프란시스코, 새크라멘토, 시애틀(터코마), 오클랜드, 포틀랜드 |
| 에어캐나다      | 계절편: 밴쿠버                                                                   |
| 유나이티드 항공 | 덴버, 로스앤젤레스, 샌프란시스코                                                 |
| 일본항공        | 도쿄(나리타)                                                                     |
| 하와이안 항공   | 도쿄(하네다), 로스앤젤레스, 리후에, 카훌루이, 호놀룰루                           |

### 화물 노선
| 항공사           | 목적지                       |
| ---------------- | ---------------------------- |
| 알로하 에어 카고 | 카훌루이, 호놀룰루, 힐로     |
| 칼리타 에어      | 호놀룰루                     |
| UPS 항공         | 카훌루이, 호놀룰루, 온타리오 |